# Головец, Борис Иванович
Борис Иванович Головец (18 августа 1927 — 21 июня 2020) — советский хозяйственный, государственный и политический деятель.

## Биография
Родился в 1927 году в хуторе Обухово (ныне Красносулинского района, Ростовской области) Член ВКП(б).
С 1946 года — на хозяйственной, общественной и политической работе. В 1946—1984 гг. — на учёбе в Новочеркасском электромеханическом техникуме, рабочий, инженер, секретарь парткома Новочеркасского электровозостроительного завода, секретарь Промышленного райкома КПСС города Новочеркасска, первый секретарь Волгодонского горкома КПСС, первый секретарь Ростовского горкома КПСС
Избирался депутатом Верховного Совета РСФСР 9-го и 10-го созывов.
Почётный гражданин городов Волгодонск, Ростова-на-Дону.